# Nicola Thost
Nicola Thost (* 3. Mai 1977 in Pforzheim, Baden-Württemberg) ist eine ehemalige deutsche Profi-Snowboarderin, die bei den Olympischen Winterspielen von Nagano 1998 die Goldmedaille in der Halfpipe gewann.

## Werdegang
Nicola Thost begann als 14-Jährige mit dem Snowboarden und nur vier Jahre später siegte sie bei den Jugendweltmeisterschaften in Polen. 1996 verzeichnete sie bereits mit zwei Titeln bei der Junioren-Weltmeisterschaft ihre ersten Erfolge. Nach dem Abitur 1996 auf dem Reuchlin-Gymnasium widmete sie sich voll und ganz dem Snowboarden und wurde Profi.

### Olympische Winterspiele 1998
1998 wurde sie Siegerin bei den Olympischen Spielen von Nagano in der Halfpipe. Die Teilnahme an ihren zweiten Olympischen Spielen 2002 in Salt Lake City, für die sie sich bereits in Valle Navado in Chile beim FIS-Worldcup qualifizierte, wurde durch einen gestauchten Speichenbruch am Unterarm gefährdet. Dennoch konnte sie daran teilnehmen und belegte den elften Platz. Als sich Thost im Jahr 2003 erneut das Kreuzband riss, erklärte die damals 26-Jährige ihre Profikarriere für beendet.
Bei ihrem ersten Comeback während der „Burton European Open“ wurde sie 2009 überraschend Fünfte.
Im August 2012 belegte sie beim Trans Vorarlberg Triathlon im Team mit Markus Schairer und Tobias Jenny den vierten Rang.
Nicola Thost ist seit 2015 wieder im Weltcup als Snowboard-Freeriderin aktiv. Sie lebt in München. Im Februar 2016 nahm sie an der VOX-Show „Ewige Helden“ teil.

### Sonstiges
Im März 2002 wurde eine Bilderstrecke mit Nicola Thost in der deutschen Ausgabe des Playboy-Magazins veröffentlicht. Seit 2009 ist sie mit ihrem gemeinnützige Projekt Sprungbrett im Talentscouting und in der Nachwuchsförderung junger Snowboarder tätig und fungierte als Athlete Role Model für die Olympischen Jugend-Winterspiele 2012 in Innsbruck.
2010 gründete sie ihr eigenes Talentförderprogramm „Sprungbrett – from Local to Hero“. Mit verschiedenen Stopps in Österreich sucht sie junge Nachwuchstalente im Alter von 5 bis 15 Jahren, um diese zu fördern.

## Auszeichnungen
- 2007 wurde sie vom Pleasure Snowboard Magazin mit dem „Most featured Girls Rider“-Award ausgezeichnet.

## Sportliche Erfolge
| Datum/Jahr    | Rang | Wettbewerb                             | Austragungsort    | Bemerkung                                         |
| ------------- | ---- | -------------------------------------- | ----------------- | ------------------------------------------------- |
| 2009          | 5    | Burton European Open                   | Laax              |                                                   |
| 2002          | 1    | Sims Worldchampionships                | Vail, Colorado    |                                                   |
| 2002          | 1    | Nippon Open                            | Japan             |                                                   |
| 2002          | 11   | Olympische Winterspiele 2002           | Salt Lake City    | Start trotz gestauchtem Speichenbruch am Unterarm |
| 1999          | 1    | ISF Worldranking                       |                   |                                                   |
| 1999          | 1    | ISF World „Lords of the boards“        | Fieberbrunn       |                                                   |
| 1999          | 1    | Invitational Freestyle CH              | Zürich            |                                                   |
| 1999          | 1    | Invitational European X-Games          | Sölden            |                                                   |
| 1999          | 1    | Burton US Open                         | Stratton, Vermont |                                                   |
| 1998          | 1    | ISF Worldranking                       |                   |                                                   |
| 12. Feb. 1998 | 1    | Olympische Winterspiele 1998           | Nagano            | Olympiasiegerin                                   |
| 1998          | 1    | ISF World Series „Vans Triple Crown“   | Breckenridge      |                                                   |
| 1998          | 1    | ISF Masters World Cup                  | Fieberbrunn       |                                                   |
| 1998          | 1    | ISF Masters World Cup                  | Davos             |                                                   |
| 1998          | 1    | Burton US Open                         | Stratton, Vermont |                                                   |
| 1997          | 1    | ASA Raiffeisen Continental Open        | Saalbach          |                                                   |
| 1997          | 1    | Invitational Ballantines Urban HIghJam | Gerlos            |                                                   |
| 1997          | 1    | Invitational Pro7 Grand Slam           | Gerlos            |                                                   |
| 1996          | 1    | ISF Continental Open                   | Spindleruv Mlyn   |                                                   |
| 1996          | 1    | ISF Boardercross World Tour            | Sölden            |                                                   |
| 1996          | 1    | ISF Plus-Minus German Open             | Kaunertal         |                                                   |
| 1996          | 1    | Junior World Championships             | Chiugo            |                                                   |
| 1995          | 1    | Junior World Championships             | Zakopane          |                                                   |

Auszeichnungen:
- 1998 Award „Best Freestyle Rider, female“ – European Snowboard Awards
- 1998 Silbernes Lorbeerblatt
- 1999 Award „Best Halfpipe Rider, female“ – Transworld Riders Poll
- 1999 Award „Snowboarder of the Year“ – European Snowboard Awards
- 2000 Award „Best Halfpipe Rider, female“ – USA Transworld Riders Poll
- 2000 Award „Best female Snowboarder“ – Nea Awards